# Sybra consputa
Sybra consputa là một loài bọ cánh cứng trong họ Cerambycidae.